# Lungotevere della Farnesina
Il lungotevere della Farnesina è il tratto di lungotevere che collega piazza Trilussa a ponte Mazzini, a Roma, nel rione Trastevere.
Il lungotevere prende nome dalla villa Farnesina, attuale sede dell'Accademia dei Lincei. Durante i lavori di costruzione del lungotevere, nel 1879, fu rinvenuto il sepolcro di Gaio Sulpicio Platorino, risalente al I secolo d.C.; dopo essere stato ricostruito, fu trasferito al museo nazionale romano delle Terme di Diocleziano.